# Křížatkotvaré
Křížatkotvaré (Commelinales) je řád jednoděložných rostlin. Podle současné taxonomie zahrnuje 5 převážně tropických čeledí, z nichž jsou významnější křížatkovité, krvenkovité a modráskovité.

## Pojetí řádu
Pojetí řádu se v jednotlivých taxonomických systémech velmi měnilo. Starší taxonomické systémy měly řád často úžeji vymezen a řadily se sem jiné čeledi. Např. Tachtadžjanův systém sem řadí pouze křížatkovité (Commelinaceae). Cronquistův systém sem řadí 4 čeledi, kromě vlastních Commelinaceae také Rapateaceae, Xyridaceae a Mayacaceae, které APG II řadí pod lipnicotvaré (Poales). V pozdějších aktualizacích systému APG (APG III, APG IV) se již pojetí řádu nezměnilo.

## Popis
Je to převážně tropický řád, řidčeji s přesahem až do teplejších částí mírného pásma. V Evropě zcela chybí, jen adventivní výskyt. Jedná se o většinou vytrvalé byliny, zřídka jednoleté. Jsou to normální suchozemské rostliny, ale jsou zde i rostliny bahenní až vodní, např. čeleď modráskovité (Pontederiaceae), najdeme zde jednodomé i dvoudomé rostliny. Mají často oddenky nebo hlízy. Listy jsou často v přízemní růžici, většinou střídavé, jednoduché, řapíkaté nebo přisedlé, žilnatina souběžná až zpeřená, čepele jsou někdy isobifaciální (jezdivá). Květy jsou jednotlivé nebo v květenstvích. Jsou pravidelné nebo celkem často nepravidelné, zygomorfické. Okvětí se skládá nejčastěji ze 6 okvětních lístků, je volné nebo srostlé. Tyčinek je nejčastěji 6, zřídka 1 nebo 3. Gyneceum je srostlé nejčastěji ze 3 plodolistů, semeník je svrchní. Plodem je nejčastěji tobolka, řidčeji oříšek nebo peckovice (popř. jednosemenná bobule).

## Taxonomie
|  | Commelinaceae |
|  |               |
|  | Hanguanaceae  |
|  |               |

|  | Philydraceae                                                     |
|  |                                                                  |
|  | \| \| Haemodoraceae \| \| \| \| \| \| Pontederiaceae \| \| \| \| |
|  |                                                                  |
|  | Haemodoraceae                                                    |
|  |                                                                  |
|  | Pontederiaceae                                                   |
|  |                                                                  |

|  | Haemodoraceae  |
|  |                |
|  | Pontederiaceae |
|  |                |

|  | Commelinaceae |
|  |               |
|  | Hanguanaceae  |
|  |               |

|  | Philydraceae                                                     |
|  |                                                                  |
|  | \| \| Haemodoraceae \| \| \| \| \| \| Pontederiaceae \| \| \| \| |
|  |                                                                  |
|  | Haemodoraceae                                                    |
|  |                                                                  |
|  | Pontederiaceae                                                   |
|  |                                                                  |

|  | Haemodoraceae  |
|  |                |
|  | Pontederiaceae |
|  |                |

## Přehled čeledí
- krvenkovité (Haemodoraceae)
- křížatkovité (Commelinaceae)
- modráskovité (Pontederiaceae)
- Hanguanaceae
- Philydraceae